# Voxxclub
Voxxclub (también  VoXXclub) es un grupo de la nueva música popular alemana (Neuen Volksmusik)

## Historia
El grupo se fundó en el año 2012 en Múnich de Martin Simma, (quien también se convirtió en el representante), junto a los estudiantes Michael Hartinger y Julian David. Los miembros de la banda proceden de Alemania, Austria y Suiza. El grupo se dio a conocer con dos videoclip  con una puesta en escena como si de un "Flashmob" se tratara, con una versión de la canción "Rock mi" del grupo Alpenrebellen.
La crítica ha señalado en varias ocasiones que Voxxclub no es más que un "grupo de laboratorio" de las compañías discográficas (despectivamente retortenband). Esta impresión se refuerza por el hecho de que el grupo usa en sus actuaciones lederhosen (pantalones bávaros) y con un estilo musical alpino cuando los miembros de la banda proceden de Mannheim (Julian David) o de Mainz (Florian Claus) por citar dos ejemplos. También otros miembros del grupo eran actores o bailarines con anterioridad.

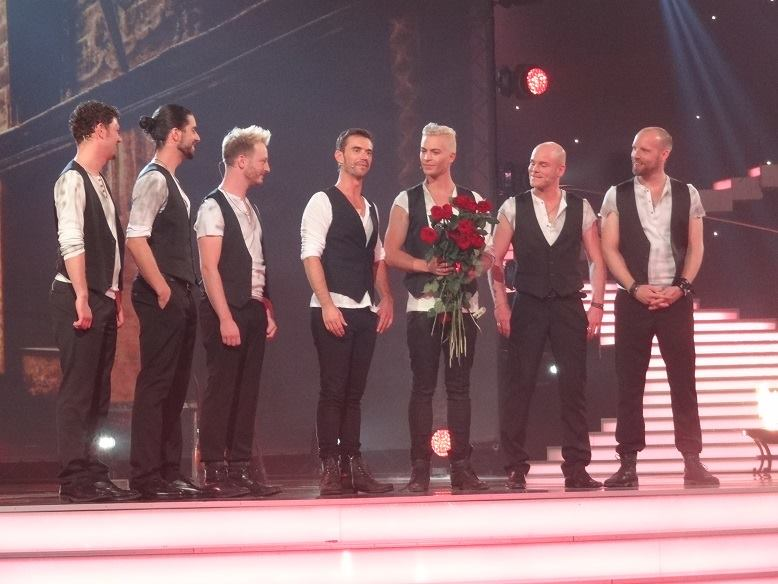
voxxclub con Florian Silbereisen en Die Besten im Sommer

El Álbum de debut "Alpin",  apareció en marzo de 2013 y alcanzó en Alemania y Austria los Top 30, en los que se mantuvo durante varias semanas. En Suiza, alcanzó durante dos semanas el Top 50. El sencillo "Rock mi" alcanzó  en Alemania y Austria el puesto 44 en la lista. Se mantuvo durante diez semanas en las listas de éxitos de Alemania y en Austria otras siete. Para el Oktoberfest (fiesta de la cerveza) se volvió a publicar con cinco canciones adicionales y al igual que el sencillo, volvió a entrar en las listas. El título  "Rock mi",  interpretado por Voxxclub se convirtió en la canción popular en la  Oktoberfest.
En 2014 Voxxclub obtuvo una nominación en los premios Echo en la Categoría de Música Popular que al final obtuvo Santiano.
El mismo año, el grupo publicó en Hamburgo el Álbum "Ziwui ", producido por Roland Spremberg. El título del álbum es el de una canción tradicional del Tirol llamada "Ziwui, Ziwui "("Das Lied der Volfänger", también "Höttinger Vogelfängerlied") a la que también le habían puesto música en 1973 el austríaco Cantante Wilfried y en 2007, el grupo juvenil Klostertalern. "Lied de Vogelfänger" surgió aproximadamente hacia 1860 y describe eufemísticamente la caza de pájaros de canto en algunos lugares de los Alpes durante la Edad Media.
El 4 de mayo de 2015, los  miembros del grupo anunciaron a través de su página de Facebook que Julian David salía de la banda y los otros cinco integrantes seguían adelante.
En mayo de 2015, colaboraron con Nadine Angerer, la portera de la selección nacional Alemana de Fútbol y excampeona del mundo, en la canción "So wie heut" de la Copa Mundial Femenina de Fútbol de 2015.

## Discografía
Álbumes
- Alpin (2013)
- Ziwui (2014)
- Geiles Himmelblau (2016)

Canciones
- Rock  mi (2013) (original de  Alpenrebellen, 1996)
- Woll Ma Tanzn Gehn(2013)
- Juchee auf der hohen Alm (2013) (original de Müncher Zwietracht, 1991)
- Wild's Wasser (2013) (original de la Seern, 1999)
- Ewiger Liebe (2013) (original de Mash, 2000; ver también Ewigi Liäbi)
- Rock  mi (Après Ski Party Mix) (2013)
- Ziwui (2014)

## Premios
- smago! Premio
  - 2016: Erfolgreichste Gruppe Volxpop